# Château des Étourneaux
Le château des Étourneaux est une demeure féodale du XVe siècle située à Montluçon, en France.

## Localisation
Le château est situé sur la commune de Montluçon, dans le département de l'Allier, en région Auvergne-Rhône-Alpes.

## Architecture
Le logis comporte deux niveaux, deux pièces à chaque étage et une tour d'escalier carrée flanquée d'une tourelle.
La façade est percée de fenêtres moulurées et d'une bouche à feu et de deux archères.

## Historique
Le duc Jean II de Bourbon, qui a fait construire cette maison forte, la donne en 1484 à un de ses enfants illégitimes.
Les façades et les toitures ainsi que l'escalier à vis et les deux cheminées à hotte font l'objet d'une inscription au titre des monuments historiques par arrêté du 15 janvier 1974.